# Football Club des Girondins de Bordeaux (femminile)
Il Football Club Girondins de Bordeaux, meglio nota come Bordeaux, è una squadra di calcio femminile francese, sezione femminile dell'omonimo club con sede a Bordeaux, capoluogo del dipartimento della Gironda e della regione della Nuova Aquitania.
Fondata nel 2004 come sezione di calcio femminile della società polisportiva Etoile Sportive Blanquefortaise, si è affiliata al Bordeaux nel 2015; nella sua storia sportiva la squadra ha avuto accesso per la prima volta alla Division 1 Féminine, livello di vertice del campionato francese, dalla stagione 2016-2017, rimanendoci ininterrottamente fino al termine della stagione 2023-2024.

## Storia
Le origini della squadra risalgono alla volontà dell'Entente Sportive Blanquefortaise (ESB), società polisportiva con sede a Blanquefort, di creare tra le sue discipline sportive una squadra di calcio femminile, arrivando a disputare la Division 2 Féminine, secondo livello del campionato francese femminile di calcio, e la Coppa di Francia.
Durante l'estate 2015, viene avviata la collaborazione tra l'ESB e il Bordeaux maschile, club che, come altre società di Ligue 1, decide di creare una sua sezione femminile integrando la squadra di Blanquefort. La nuova squadra, diretta dal tecnico Théodore Genoux, disputa la stagione 2015-2016 giocando un campionato di vertice, contendendo allo Yzeure il primo posto in classifica e riuscendo a fine torneo a superare le avversarie, entrambe con 77 punti e 17 vittorie, 4 pareggi e una sconfitta, in virtù della migliore differenza reti, e aggiudicarsi così la storica promozione in Division 1 Féminine; la squadra tuttavia in Coppa di Francia viene eliminata dal Rodez agli ottavi di finale.

## Palmarès
- Campionato francese di seconda divisione: 1

2015-2016

## Organico

### Rosa 2020-2021
Rosa, ruoli e numeri di maglia come da sito ufficiale , aggiornati al 4 ottobre 2020.
| N. |                        | Ruolo | Calciatrice              |
| -- | ---------------------- | ----- | ------------------------ |
| 1  | Inghilterra (bandiera) | P     | Anna Moorhouse           |
| 2  | Islanda (bandiera)     | A     | Svava Rós Guðmundsdóttir |
| 3  | Francia (bandiera)     | D     | Julie Thibaud            |
| 4  | Canada (bandiera)      | D     | Vanessa Gilles           |
| 5  | Francia (bandiera)     | D     | Estelle Cascarino        |
| 6  | Francia (bandiera)     | C     | Charlotte Bibault        |
| 7  | Francia (bandiera)     | C     | Ghoutia Karchouni        |
| 9  | Giamaica (bandiera)    | A     | Khadija Shaw             |
| 10 | Francia (bandiera)     | C     | Claire Lavogez           |
| 11 | Francia (bandiera)     | A     | Ouleymata Sarr           |
| 12 | Francia (bandiera)     | A     | Mickäella Cardia         |

| N. |                        | Ruolo | Calciatrice       |
| -- | ---------------------- | ----- | ----------------- |
| 13 | Stati Uniti (bandiera) | D     | Malia Berkely     |
| 14 | Francia (bandiera)     | C     | Inès Jaurena      |
| 15 | Francia (bandiera)     | A     | Maëlle Garbino    |
| 17 | Francia (bandiera)     | D     | Ève Périsset      |
| 21 | Francia (bandiera)     | C     | Ella Palis        |
| 22 | Francia (bandiera)     | D     | Delphine Chatelin |
| 23 | Francia (bandiera)     | D     | Andréa Lardez     |
| 25 | Paesi Bassi (bandiera) | A     | Katja Snoeijs     |
| 29 | Francia (bandiera)     | C     | Julie Dufour      |
| 30 | Francia (bandiera)     | P     | Romane Bruneau    |